# ЭТ2
ЭТ2 (Электропоезд Торжокский, 2-й тип) — серия электропоездов постоянного тока, строившихся с 1993 по 2010 год на Торжокском вагоностроительном заводе. Коммерческое название — «Былина».
Общее заводское обозначение серии можно записать как 62-4160<в/и>, где вместо <в/и> указываются (при наличии) буквы, добавленные к обозначению ЭТ2 для определённой модификации (варианта и/или исполнения); например, модель 62-4160ЭМ (для электропоезда ЭТ2ЭМ). Эти же буквы добавляются и в заводские обозначения вагонов:
- прицепной головной вагон (Пг) — 62-4161<в/и>;
- моторный промежуточный вагон (Мп) — 62-4162<в/и>;
- прицепной промежуточный вагон (Пп) — 62-4163<в/и>.

## История создания и выпуска
После распада СССР Рижский вагоностроительный завод (РВЗ) стал для России заграничным. В связи с этим возникла потребность в освоении производства электропоездов для МПС РФ на российских предприятиях.
Ещё в начале 1980-х годов было решено начать на Демиховском машиностроительном заводе (ДМЗ) производство электропоездов, аналогичных поездам РВЗ. Ранее специализацией ДМЗ были узкоколейные вагоны для торфоразработок и думпкары, однако впоследствии было решено перепрофилировать этот завод на производство дополнительных прицепных вагонов для электропоездов РВЗ. Длина кузова вагона должна была быть 21,5 м в соответствии с длиной кузова проектного электропоезда постоянного тока ЭР24. После получения Латвией независимости было принято решение о наладке производства на ДМЗ уже полноценных электропоездов.
Примерно в то же время РАО «ВСМ» начинает работы по освоению производства электропоездов на мощностях ТорВЗ. В результате между ДМЗ и ТорВЗ возникает борьба за создание самого первого российского постсоветского электропоезда.
В основу своего поезда на ДМЗ положили вышеупомянутый перспективный ЭР24, обозначив своего первенца ЭД2Т. Что касается ТорВЗ, то здесь было решено создать изделие по документации электропоезда ЭР2Т, серийное производство которого уже было освоено на РВЗ в 1987 году. В результате созданный в Торжке поезд, обозначенный ЭТ2, отличался от ЭР2Т главным образом антивандальным исполнением сидений и незначительно — элементами кузовов вагонов.
В августе 1993 года работы по обоим электропоездам подходили к концу. В том же месяце опытный образец ЭТ2 (номер 001) презентовали на станции Санкт-Петербург-Главный под баннером с надписью «ПЕРВЫЙ РОССИЙСКИЙ ЭЛЕКТРОПОЕЗД». ТорВЗ имел право на такое заявление, поскольку на ДМЗ в августе для опытного образца ЭД2Т-0001 были подготовлены только головные (Пг) и промежуточные (Пп) вагоны собственного производства; моторные вагоны (Мп) для него были взяты от готового электропоезда ЭР2Т с окончательным формированием состава только в следующем месяце.

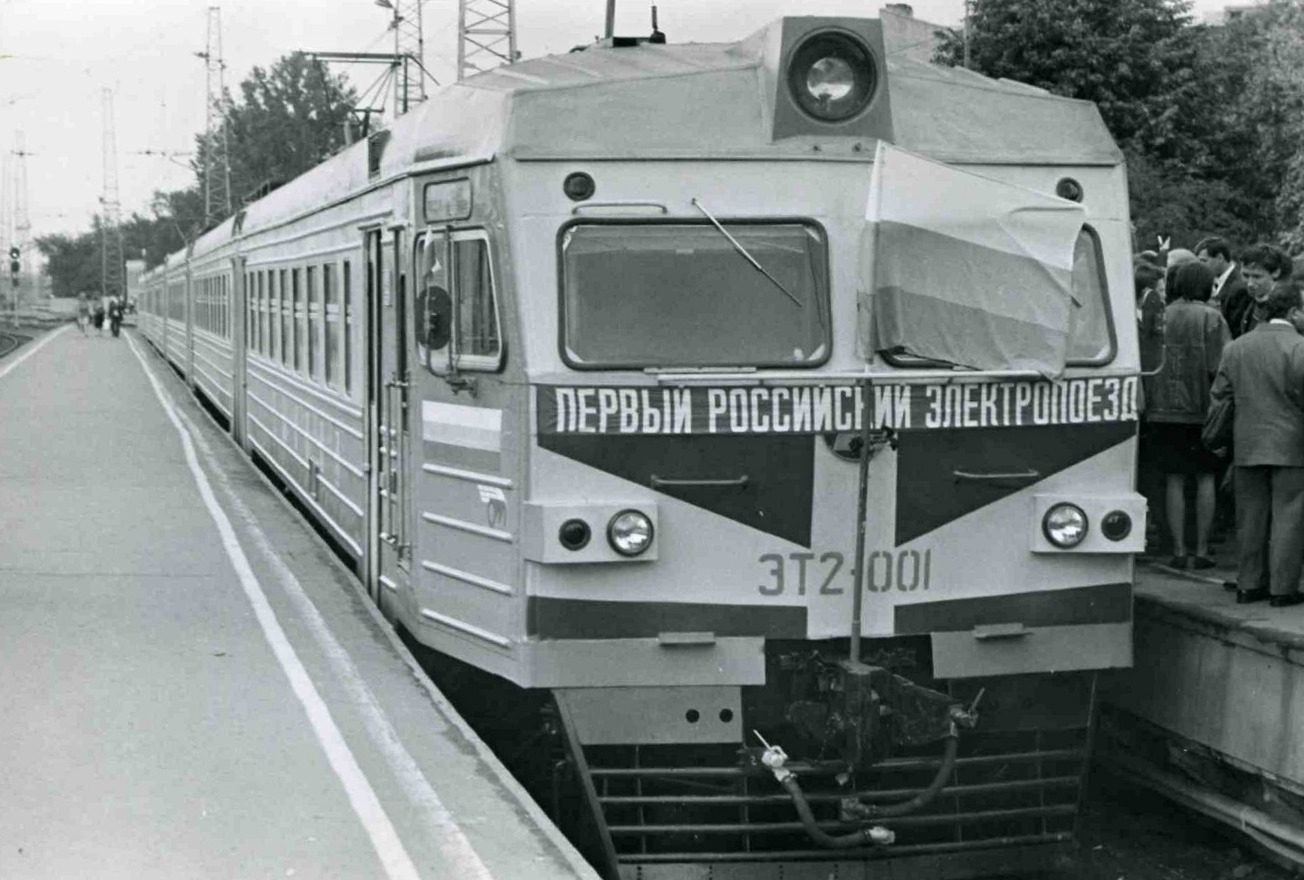
Презентация электропоезда ЭТ2-001

ЭТ2-001 и ЭД2Т-0001 прибыли на экспериментальное кольцо ВНИИЖТ в один день. Испытания обоих поездов проводились в ноябре и декабре 1993 года (какой из поездов первым получил разрешение на эксплуатацию с пассажирами — неизвестно).
Выпуск электропоездов базовой версии продолжался с 1993 по 1998 год (всего 26 составов). В следующем году была выпущена версия повышенной комфортности ЭТ2Л (осталась в единственном экземпляре). В том же году построен опытный состав ЭТ2А с асинхронным приводом (также остался в единственном экземпляре). В 2005 году был выпущен опытный образец ЭТ2ЭМ, в следующем построены последние два аналогичных состава. В период с 1999 по 2010 год велось производство модернизированного варианта ЭТ2М (всего 109 составов) и его вариантов повышенной комфортности ЭТ2МРЛ (один состав) и ЭТ2МЛ (шесть составов), после чего выпуск всех вариантов поездов серии ЭТ2 прекратился. Таким образом, всего было выпущено 147 составов ЭТ2 разных исполнений.
Более подробно сведения о выпуске поездов серии см. в соответствующих подразделах (ниже), а также в статьях ЭТ2А, ЭТ2М.

### ЭТ2
Базовая версия серии. Почти полностью аналогична электропоезду ЭР2Т.
| Сведения о номерах электропоездов типа ЭТ2, их составности, а также о постройке отдельных электровагонов | Сведения о номерах электропоездов типа ЭТ2, их составности, а также о постройке отдельных электровагонов | Сведения о номерах электропоездов типа ЭТ2, их составности, а также о постройке отдельных электровагонов | Сведения о номерах электропоездов типа ЭТ2, их составности, а также о постройке отдельных электровагонов | Сведения о номерах электропоездов типа ЭТ2, их составности, а также о постройке отдельных электровагонов |
| Год выпуска                                                                                              | Количество построенных электровагонов, шт                                                                | Номера выпущенных электропоездов                                                                         | Количество вагонов в электропоездах                                                                      | Номера отдельных головных электровагонов                                                                 |
| --- | --- | --- | --- | --- |
| 1993 | 20 | 001, 002                                                                                                 | 10 | — |
| 1994 | 40 | 003—006                                                                                                  | 10 | — |
| 1995 | 70 | 007—013                                                                                                  | 10 | — |
| 1996 | 47 | 014—016, 018                                                                                             | 10 | 01, 09                                                                                                   |
| 1996 | 47 | 017 | 5 (10)                                                                                                   | 01, 09                                                                                                   |
| 1997 | 50 | 019—023                                                                                                  | 10 | — |
| 1998 | 30 | 024—026                                                                                                  | 10 | — |

### ЭТ2Р (головные вагоны)

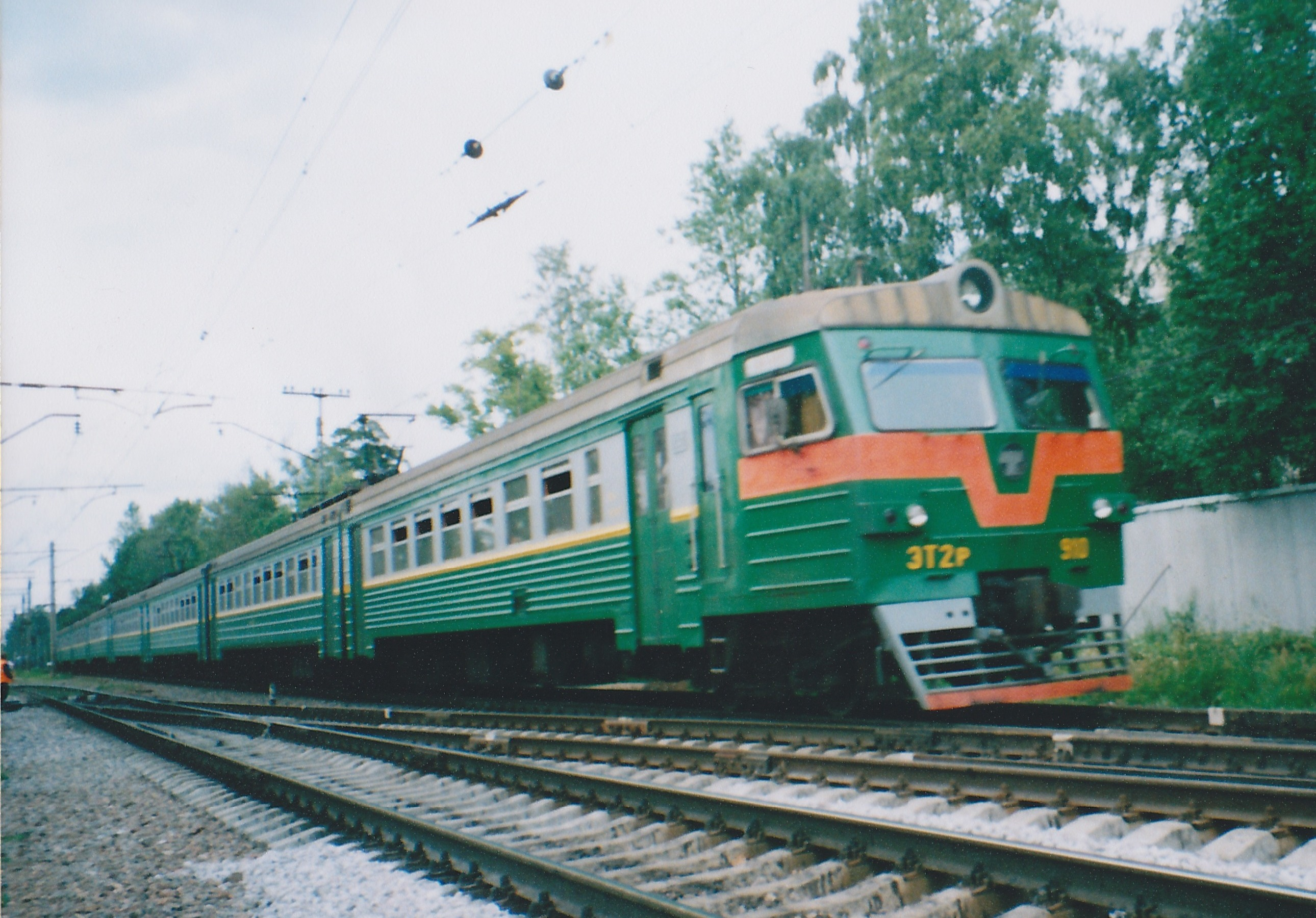
Вагон ЭТ2Р-910

Дополнительные головные вагоны, предназначенные для восстановления составности электропоездов (главным образом, серии ЭР2) в случае списания их головных вагонов. По сути являются головными вагонами ЭТ2 (позже — ЭТ2М), приспособленными для работы в составах ЭР2, ЭР2Р, ЭР2Т и прочих совместимых с ними моделях.
Вагоны выпускались c 1997 по 2002 год.

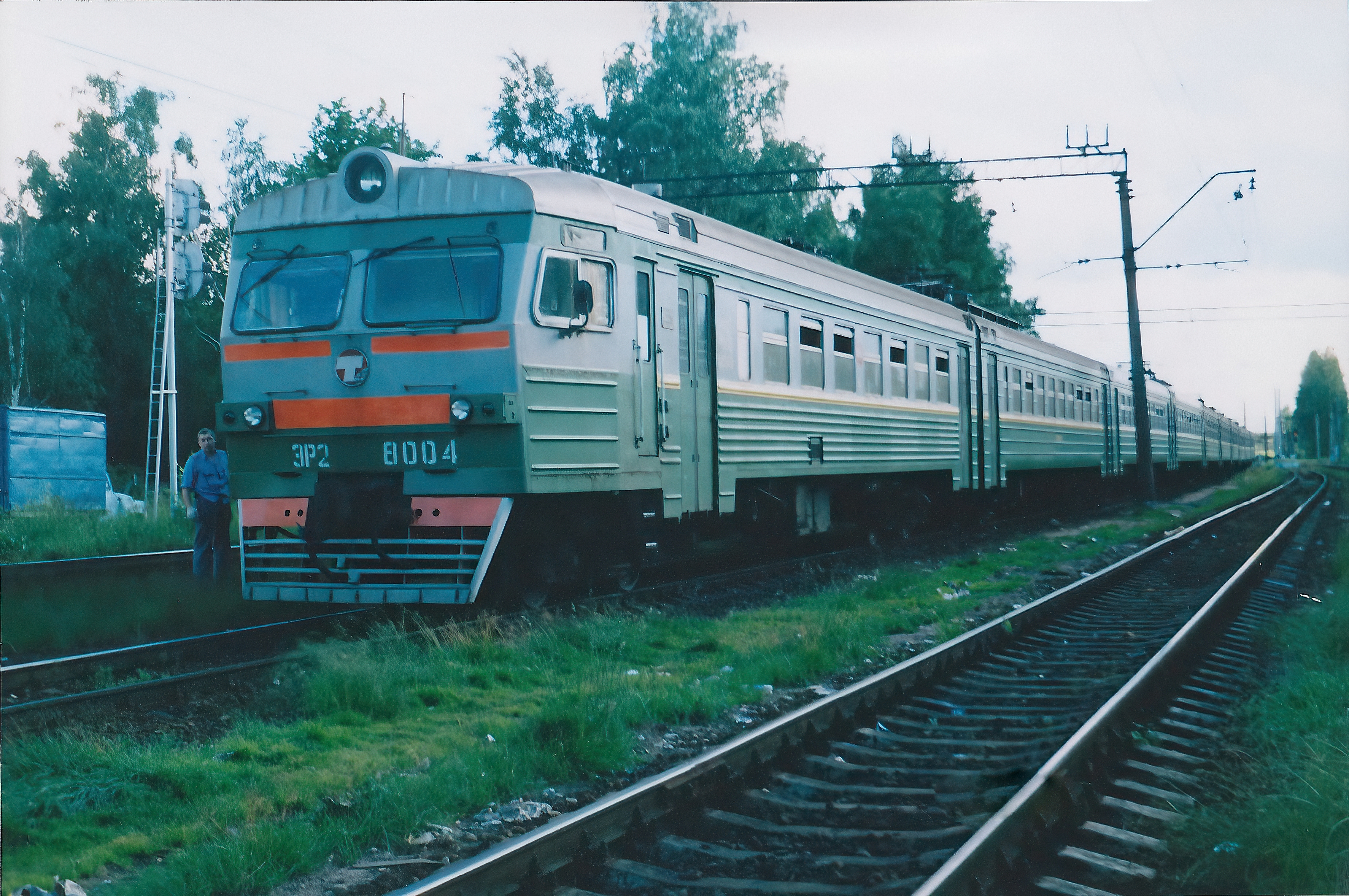
Головные вагоны ЭТ2Р в составе ЭР2-8004

Маркировка на вагонах в разных случаях была разная. В ряде случаев сохранялось «ЭТ2Р», и ставился заводской номер (трёхзначный, в формате 9ХХ, где ХХ — порядковый номер вагона). При этом весь состав мог получить обозначение «ЭТ2Р». Например, сборный поезд с вагонами ЭТ2Р-903 и ЭТ2Р-904 получил обозначение ЭТ2Р-904; вагон № 904 отмечен как ЭТ2Р-90401, вагон № 903 отмечен как ЭТ2Р-90409, а некоторые промежуточные вагоны — ЭТ2Р-90404 и т. п. (затем поезд переобозначен «ЭР2-8004»). Вагоны, поставленные на Украину (два вагона), заменили штатные головные вагоны состава ЭР2-324 (укр. ЕР2-324), и получили ту же маркировку, то есть вагон № 907 обозначен «ЕР2-32401», вагон № 908 обозначен «ЕР2-32409». Вагоны, поставленные в Эстонию (два вагона), получили номера по системе Эстонской железной дроги (Eesti Raudtee, EVR) 25ХХ, где 25 — цифры, привязанные к модели, ХХ — порядковый номер вагона. Таким образом, вагон № 911 обозначен «2501», вагон № 912 обозначен «2502».
Построено не менее 14 вагонов ЭТ2Р (есть сведения о постройке вагонов с номерами от 901 до 914).

### ЭТ2Л

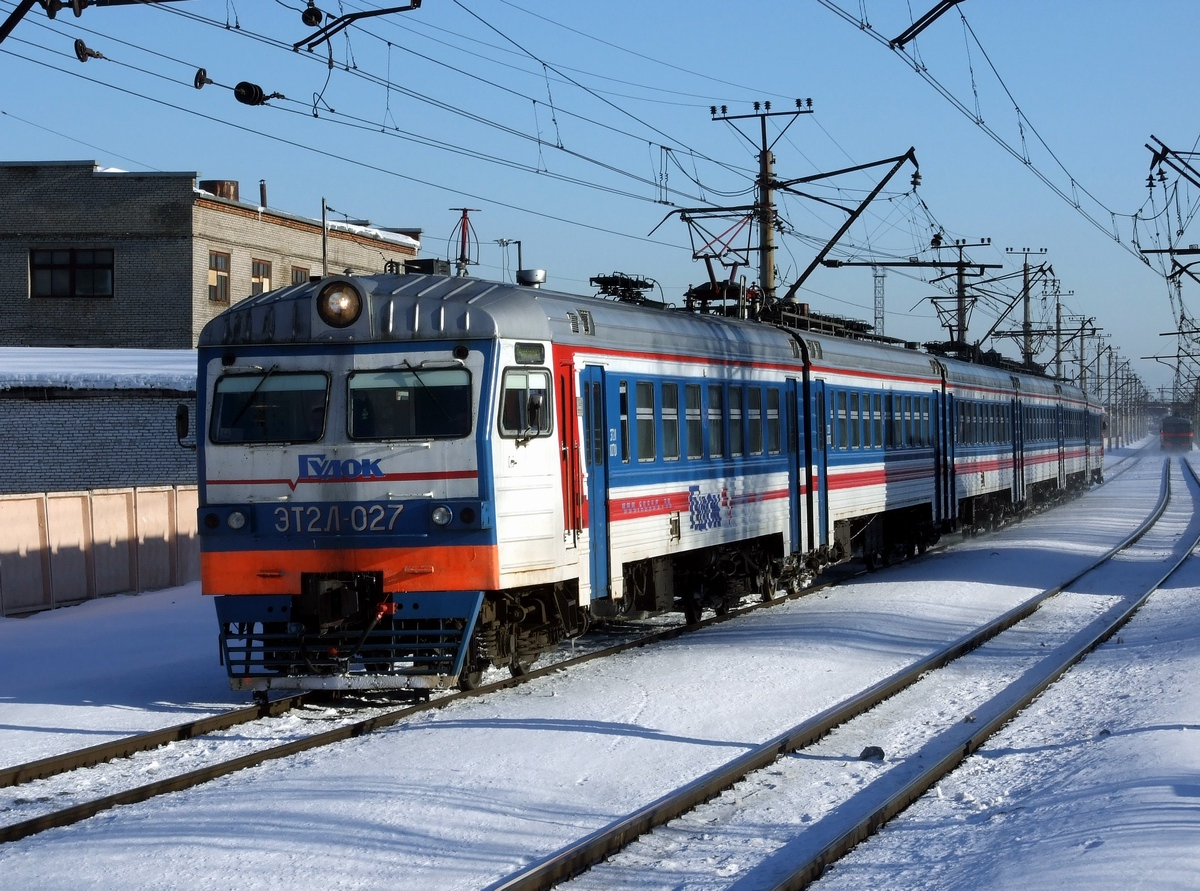
ЭТ2Л-027 с логотипом «Гудок» в Санкт-Петербурге

Комфортабельный пригородный электропоезд, построенный в шестивагонной составности. Иногда дополнялся другими вагонами совместимых электропоездов. Был обозначен и промаркирован как ЭТ2Л-027. Выпущен в единственном экземпляре в 1999 году. С августа 2005 года до некоторого времени носил название «Гудок» (на вагонах был нанесён логотип ОАО «Издательский дом „Гудок“»); в 2011 году перекрашен в корпоративные цвета ОАО «РЖД» с изменением маркировки на ЭТ2-027.

### ЭТ2А

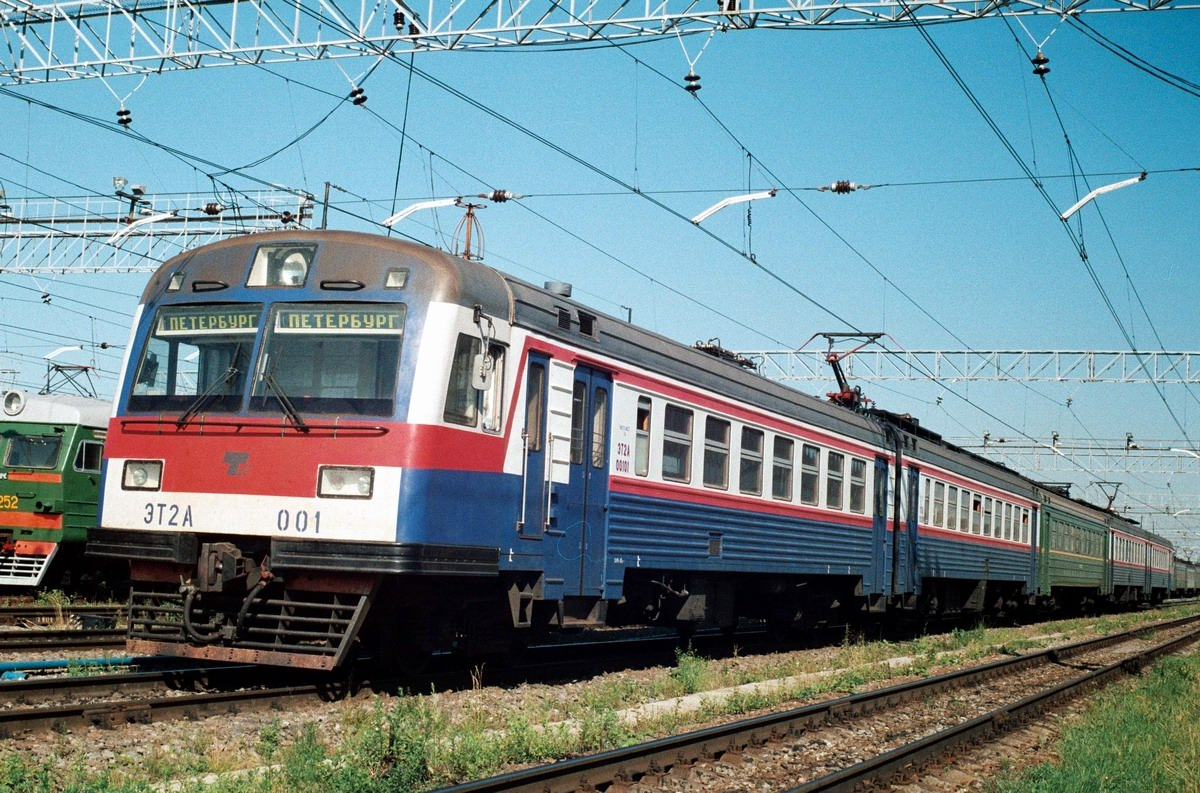
ЭТ2А-001

Опытный электропоезд с асинхронными ТЭД. При создании за основу взята конструкция ЭТ2, вагоны ЭТ2 и ЭТ2А могут эксплуатироваться вместе. Тем не менее, ЭТ2А является модификацией ЭТ2, скорее, формально, поскольку имеет существенно изменённую электросхему и относится к другому поколению электропоездов. Некоторое время один из головных вагонов использовался как вагон-лаборатория и одновременно как второй головной вагон для испытаний оборудования совместно с секцией опытного электропоезда ЭТ4Э (головной и моторный вагон). Поезд построен в единственном экземпляре в четырёхвагонной составности, имеет собственный отдельный номер 001.

### ЭТ2М

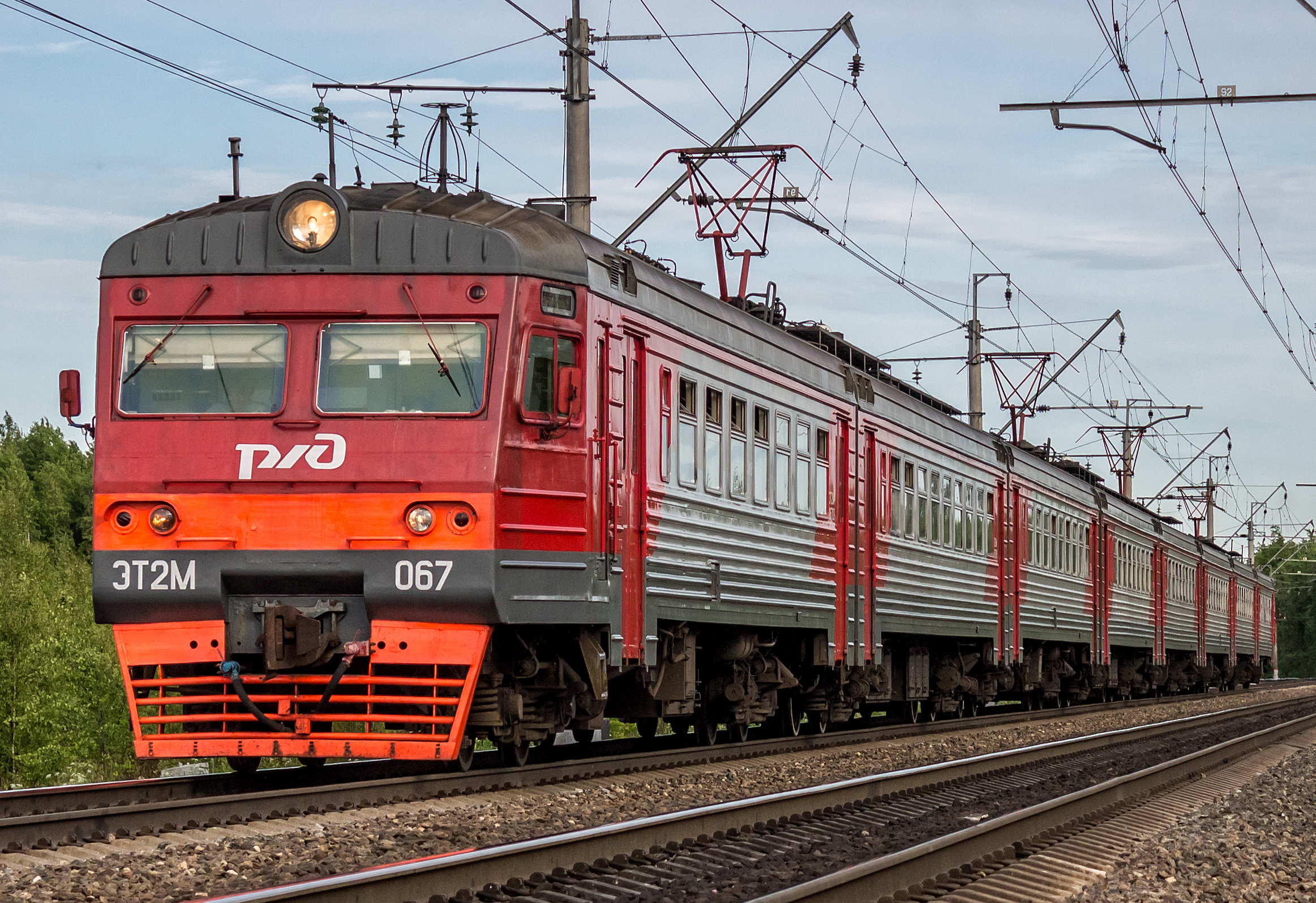
ЭТ2М-067 в корпоративной окраске ОАО «РЖД»

Модернизированный пригородный электропоезд. Выпускался с 1999 по 2010 год. Первый электропоезд ЭТ2М (с номером 028) был построен в августе 1999 года и поступил в депо Нижний Тагил Свердловской железной дороги. По внешнему виду данный электропоезд ничем не отличается от ЭТ2 последних выпусков (ЭТ2-011 и далее). Поезда ЭТ2М с номера 029 уже получили некоторые отличия в форме кабины машиниста. Во-первых, стенка под лобовыми стёклами (на которой расположены буферные фонари) расположена под другим углом наклона (на предыдущих составах имеется наклон в обратную сторону). Во-вторых, исчезло скругление лобовой части (оба лобовых стекла расположены в одной плоскости). В-третьих, изменилась конструкция самих буферных фонарей.
Одним из основных отличий ЭТ2М от базовой версии была возможность эксплуатации с нечётным числом вагонов (по аналогии с ЭД2Т).
Всего выпущено 109 электропоездов этого типа. Кроме того, в 2006 году завод выпустил шесть, а в 2008 году семь отдельных средних электросекций (Мп+Пп) для дополнения составов ЭТ2М. Помимо этого, в 2005 году было выпущено восемь отдельных вагонов Пг, и ещё один в 2006 году (итого 1069 вагонов).

### ЭТ2МРЛ
Модернизированный комфортабельный пригородный электропоезд, выпущен в единственном экземпляре в 2003 году (ЭТ2МРЛ-062) в восьмивагонной составности.

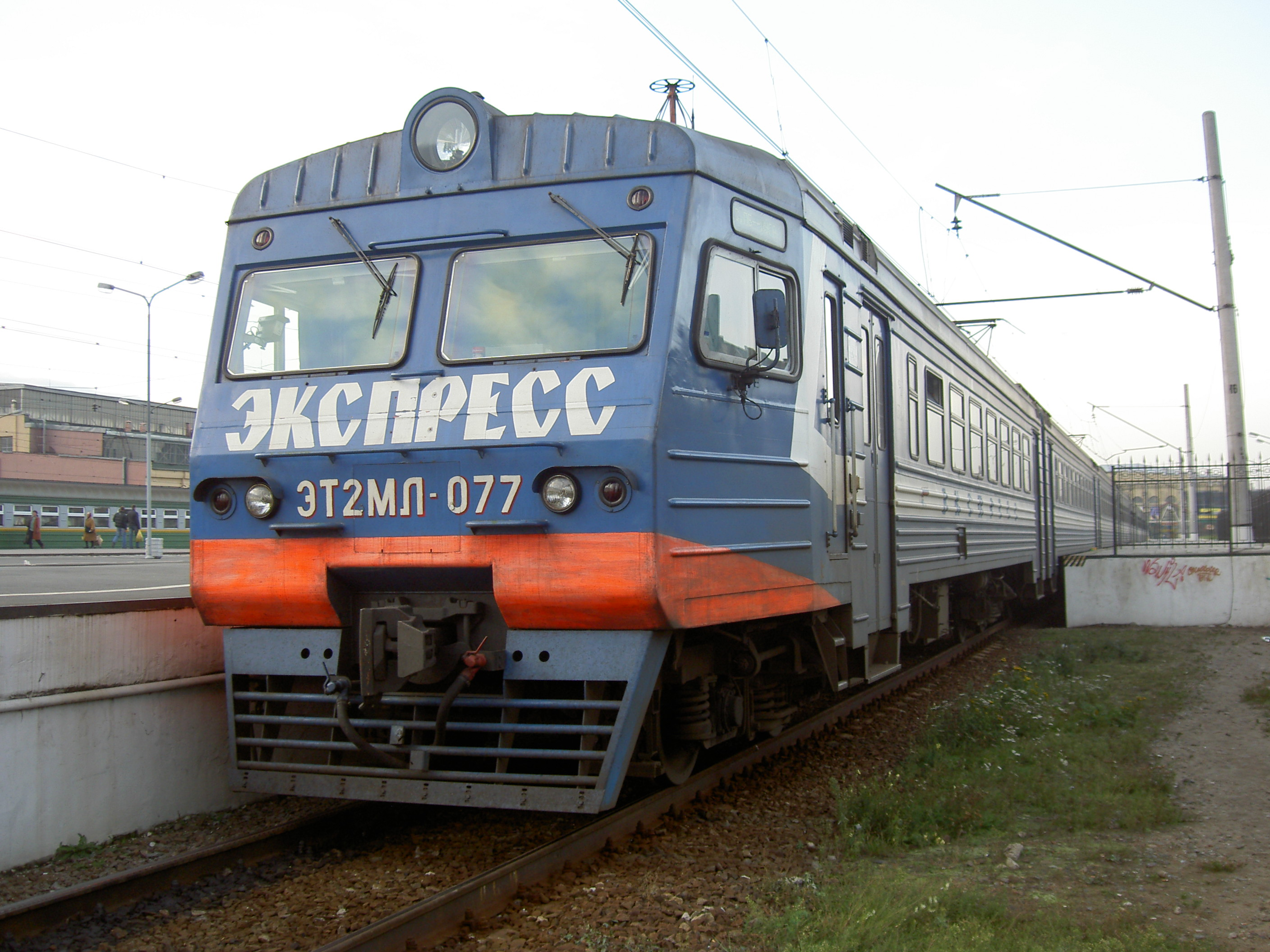
ЭТ2МЛ-077 в Санкт-Петербурге

### ЭТ2МЛ
Модернизированный комфортабельный пригородный электропоезд. Выпускался в 2004—2005 годах:
- ЭТ2МЛ-063 — шестивагонная составность (2004 год);
- ЭТ2МЛ-065 — восьмивагонная составность (2004 год);
- ЭТ2МЛ-066 — восьмивагонная составность (2004 год);
- ЭТ2МЛ-075 — восьмивагонная составность (2005 год);
- ЭТ2МЛ-077 — восьмивагонная составность (2005 год);
- ЭТ2МЛ-078 — восьмивагонная составность (2005 год).

### ЭТ2ЭМ
Модернизированный пригородный электропоезд, оснащён комплектом энергосберегающего оборудования на 1500 В производства АО «Рижский электромашиностроительный завод». Для этого варианта введена собственная нумерация составов (от 001 до 003). Выпускался с 2005 по 2006 год: 
- ЭТ2ЭМ-001 — десятивагонная составность (2005 год);
- ЭТ2ЭМ-002 — восьмивагонная составность с дополнением до десятивагонной (2006 год);
- ЭТ2ЭМ-003 — восьмивагонная составность с дополнением до десятивагонной (2006 год).

## Общие сведения

### Составность
Являясь почти копией прототипа ЭР2Т, базовая версия ЭТ2 и люкс-версия ЭТ2Л могут компоноваться из учётных секций, состоящих из одного моторного и одного прицепного вагона. Такой состав включает обязательно две головные секции (Пг+Мп) и может дополнительно включать до пяти промежуточных секций (Пг+Мп), то есть общая формула компоновки (Пг+Мп)+0…5×(Мп+Пп)+(Мп+Пг), или шесть вариантов составности:
- 2Гп+2Мп (четырёхвагонная, минимальная);
- 2Гп+3Мп+Пп (шестивагонная);
- 2Гп+4Мп+2Пп (восьмивагонная);
- 2Гп+5Мп+3Пп (десятивагонная);
- 2Гп+6Мп+4Пп (двенадцативагонная);
- 2Гп+7Мп+5Пп (четырнадцативагонная, максимальная).

Все поезда ЭТ2 были выпущены в основной (десятивагонной) составности, а ЭТ2Л — в шестивагонной.
Для опытного ЭТ2А по проекту в качестве основной указана также десятивагонная составность 2Гп+5Мп+3Пп; при этом составы могли компоноваться из нечётного числа вагонов (то есть в общем случае из учётных секций М+П и/или М+2П). Единственный ЭТ2А-001 был построен в четырёхвагонной составности (2Гп+2Мп).
Составы ЭТ2М (и их разновидности повышенного комфорта) получили возможность эксплуатации с нечётным числом вагонов (по аналогии с ЭД2Т); при этом в классическую восьмивагонную или десятивагонную композицию добавляется один вагон Пп (соответственно кроме схем, описанных для базового ЭТ2, ЭТ2М может иметь девяти- и одиннадцативагонную составность). С завода эти поезда поступали в составности из шести, восьми, десяти и двенадцати вагонов; некоторые десятивагонные составы дополнялись специально построенными для них учётными секциями до двенадцативагонной составности.

### Нумерация и маркировка
Система нумерации составов и их вагонов для серии ЭТ2 в целом соответствует советской, принятой для электропоездов РВЗ. Составы получили номера трёхзначного написания. Нумерация в основном была сквозная: начиная с 001 и по 026 включительно для ЭТ2, 027 для ЭТ2Л, с 028 до 143 для ЭТ2М и их разновидностей. Исключение составили ЭТ2А (номер 001) и ЭТ2ЭМ (с 001 и по 003 включительно), нумерация которых считалась отдельно. Маркировка на лобовой части головных вагонов выполнялась в формате ЭТ2<в/и>-XXX, либо ЭТ2<в/и> XXX, где ХХХ — номер состава (без указания номера вагона). Тип и номер поезда по первому варианту на заводе наносился по центру над автосцепкой. Второй вариант (без дефиса) появился при более поздних выпусках; в этом случае тип состава наносился слева, а номер — справа от автосцепки (в одну строку) несколько выше неё. Каждый вагон состава получил свой номер в пятизначном формате, где первые три цифры — номер состава, последние две — номер вагона по комплекту. Маркировка с номерами вагонов сначала выполнялась в средней части каждого борта ниже уровня окон в одну строку через дефис и отличалась добавлением двух цифр в конец (формат ЭТ2<в/и>-XXXYY, где YY — двузначный номер вагона). После увеличения числа гофр под окнами она стала выполняться на уровне окон по краям бортов вагонов. Маркировка в этом случае наносилась в две строки без дефиса (в первой строке название, во второй — пятизначный номер). При этом моторные вагоны получали чётные номера, головные — нечётные 01 и 09, прицепные — другие нечётные (например, ЭТ2М-04301 — головной вагон состава ЭТ2М-043; ЭТ2М-04304 — моторный того же состава и так далее).
Поначалу на ТорВЗ действовал в некотором роде упрощённый вариант системы: типам вагонов первых ЭТ2 не придавали значения, и номера присваивались просто по порядку включения вагонов в состав. При этом нумерация первых шести вагонов (с XXX01 по XXX06) совпадала с классической системой, XXX07 и XXX09 присваивались вагонам Мп, а второй вагон Пг получал номер XXX10. Однако позже вагоны перенумеровали по стандартной схеме.
Следует отметить, что промежуточные вагоны не обязательно получали номера подряд. Это касается не только составов из 12 вагонов, где не было вагонов Пп с номером XXX09 (так как он был головным). Известно, что в некоторых (или даже во всех) составах ЭТ2М, выпущенных в укороченной композиции, последний вагон Мп (в секции с вагоном Пг с номером XXX09) получал номер XXX10 (то есть в восьмивагонных поездах не было вагонов XXX07 и XXX08, а в шестивагонных — вагонов XXX05, XXX06, XXX07 и XXX08). Однако для четырёхвагонного ЭТ2А нумерация моторных вагонов шла по порядку (00102 и 00104).

## Конструкция
Как было сказано выше, базовая модель ЭТ2 отличалась от электропоезда ЭР2Т главным образом антивандальным исполнением сидений и имела небольшие отличия элементов кузовов вагонов (более подробно о конструкции прототипа см. ЭР2Т). Внешне ЭТ2 первых выпусков (номера от 001 до 010 включительно) можно отличить от ЭР2Т по наличию дополнительного гофра в нижней части кузова. Для следующих номеров ЭТ2 (с 011 по 026) количество гофр заметно увеличилось. Электрооборудование значительных изменений не претерпело.
Особенности конструкции других вариантов исполнения серии указаны в соответствующих подразделах настоящей статьи, а также соответственно в статьях ЭТ2М и ЭТ2А.

### Интерьер вагонов

Пассажирский салон
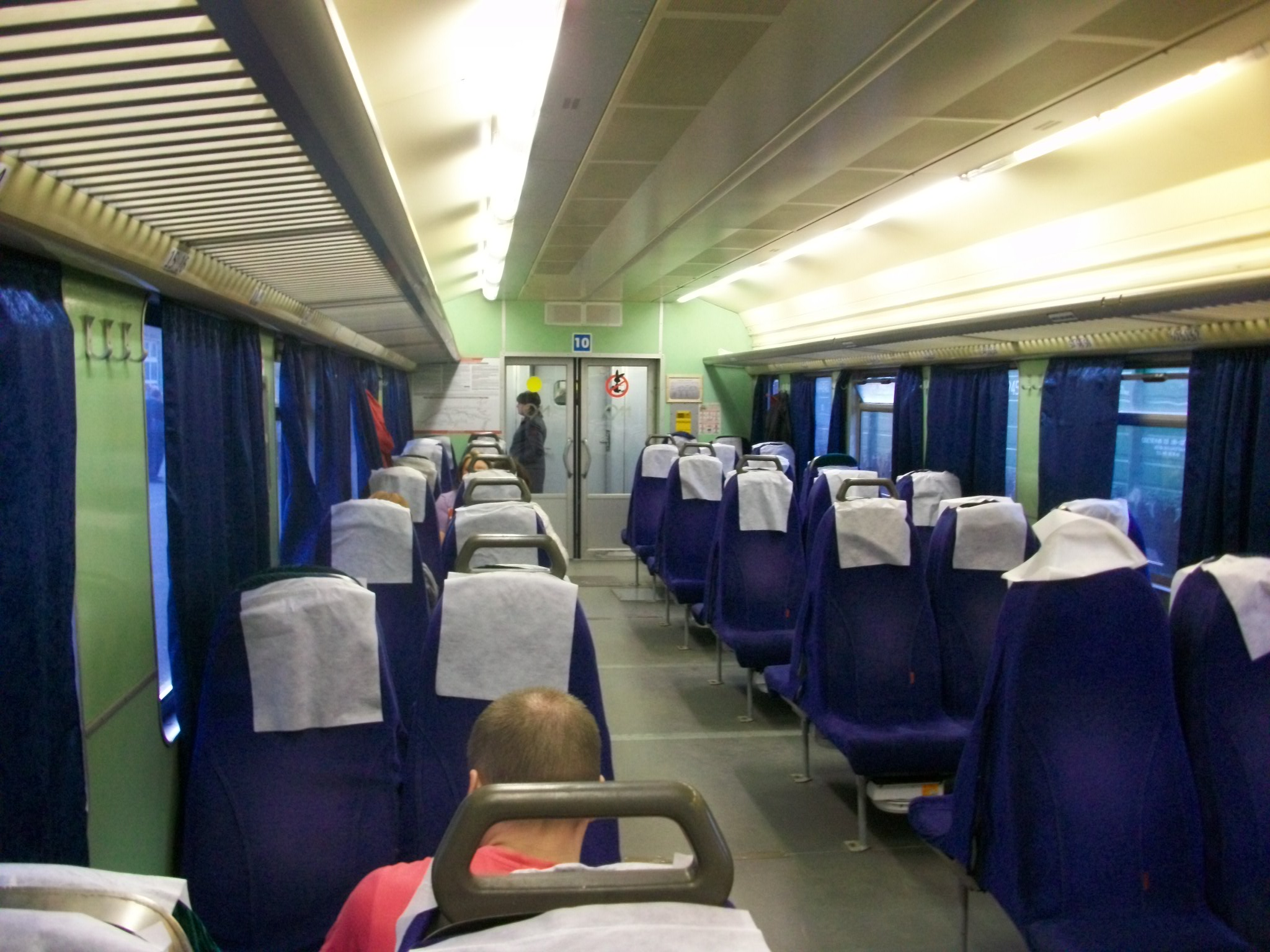
Салон 2 класса поезда ЭТ2-013 с мягкими сиденьями со схемой 2+3, эксплуатировавшегося в качестве экспресса.
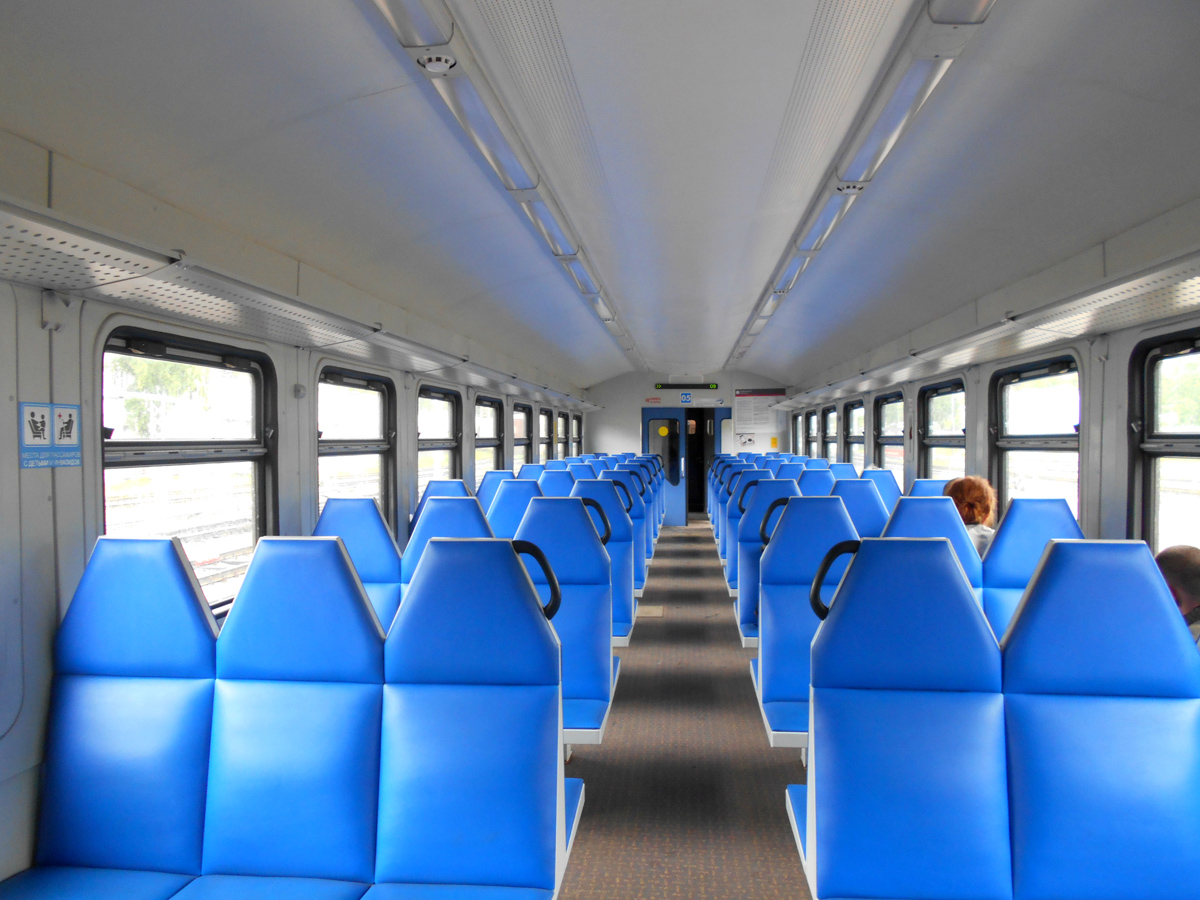
Салон 3 класса поезда ЭТ2М-118 с полужёсткими кожаными сиденьями с подголовниками
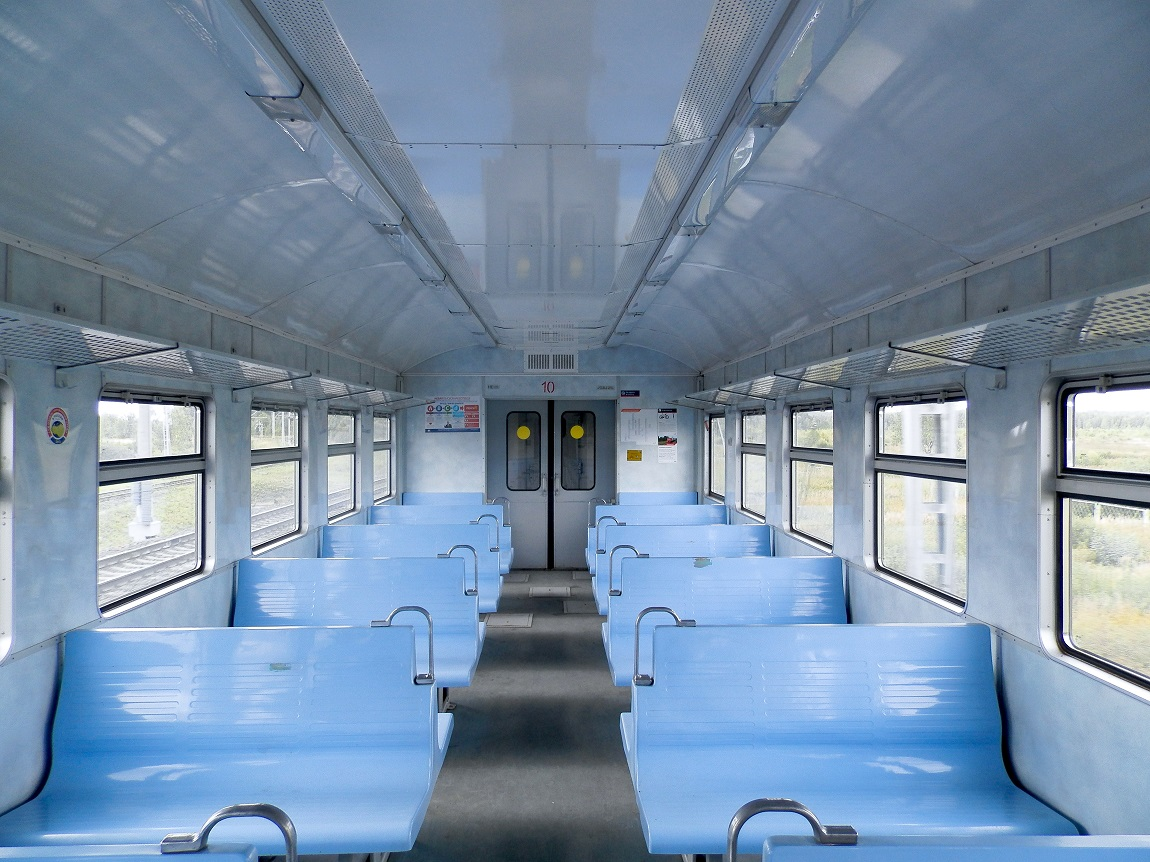
Салон 3 класса поезда ЭТ2М-118 с жёсткими пластиковыми сиденьями
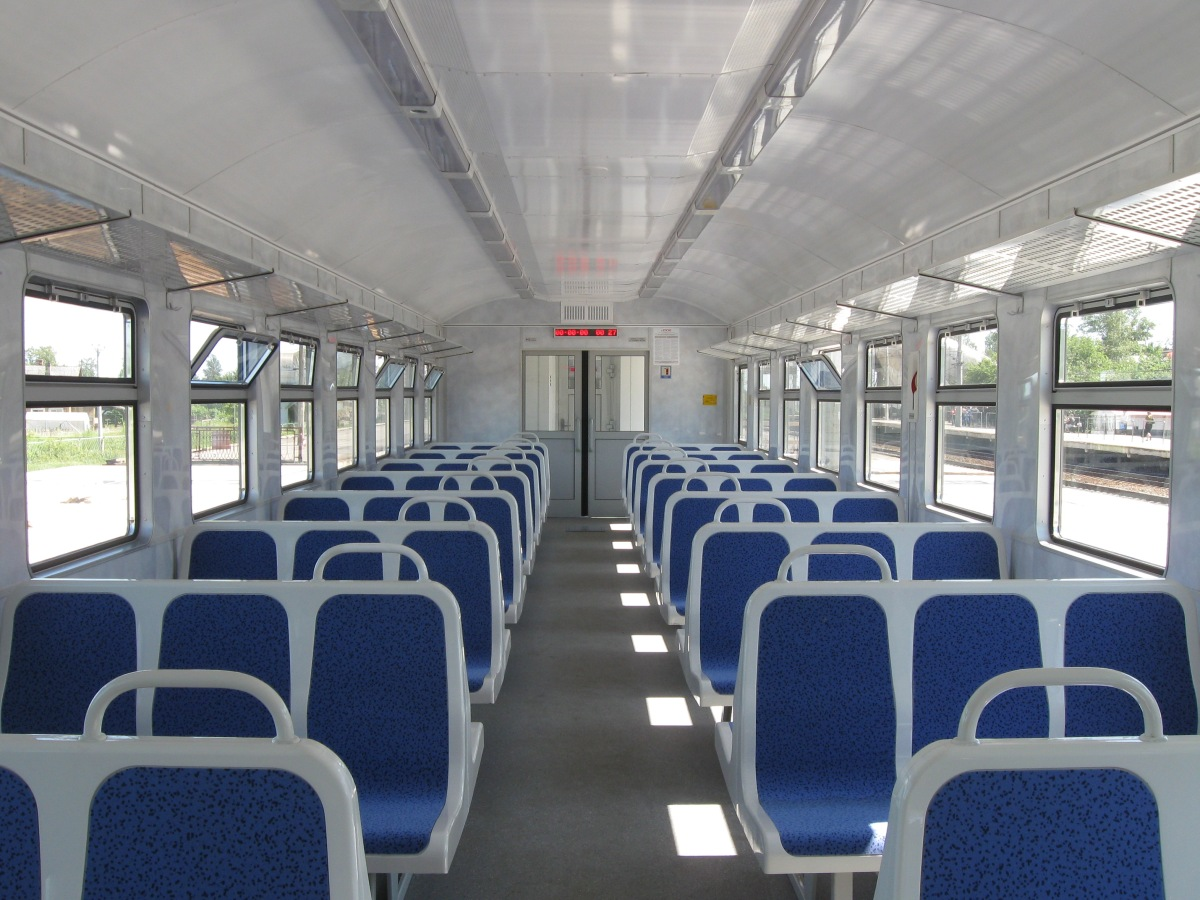
Салон 3 класса поезда ЭТ2М-142 с полужёсткими пластиковыми сиденьями с мягкой сидушкой и спинкой

Кабина машиниста
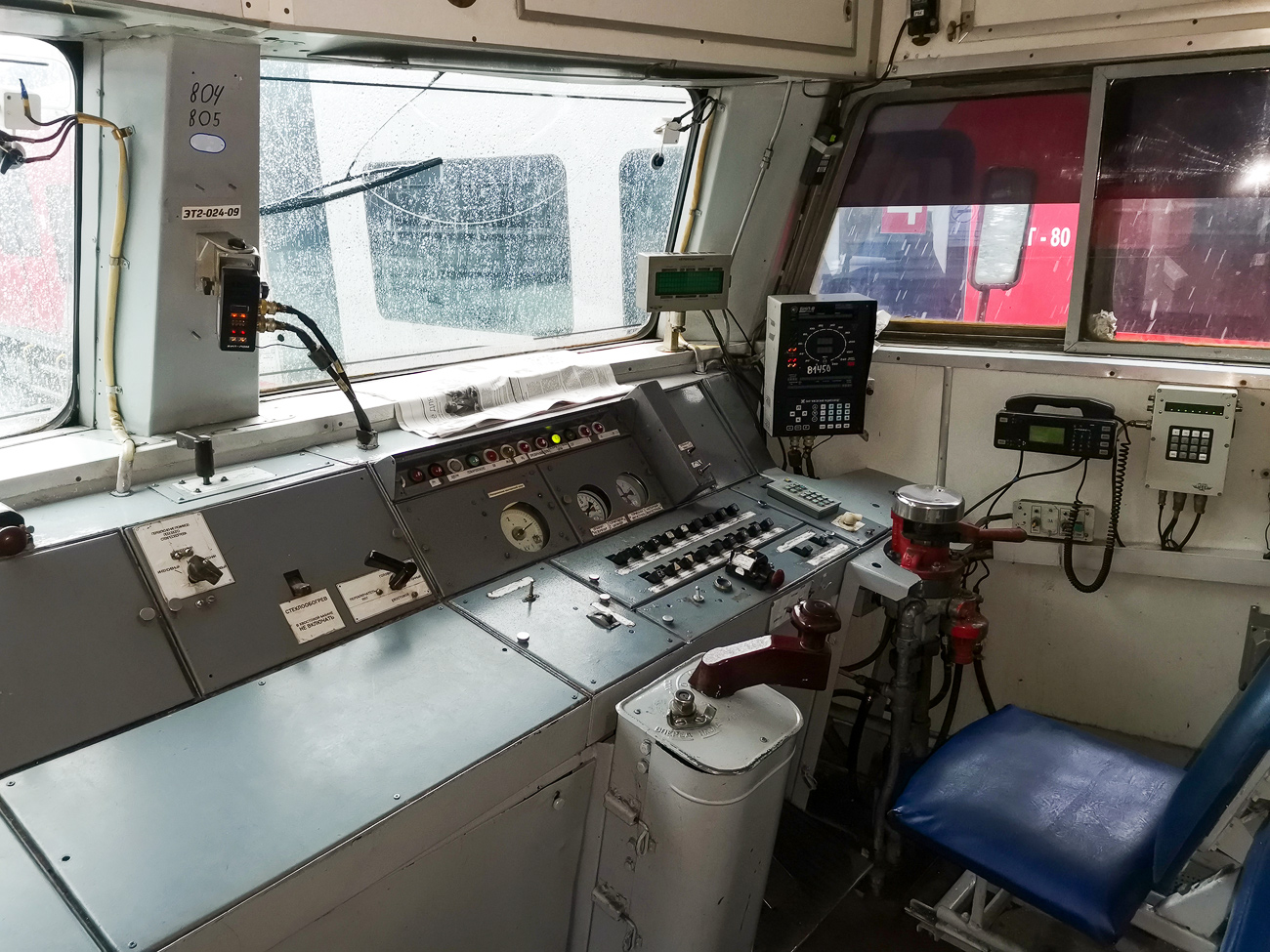
Кабина ЭТ2-024, практически идентичная кабине ЭР2Т
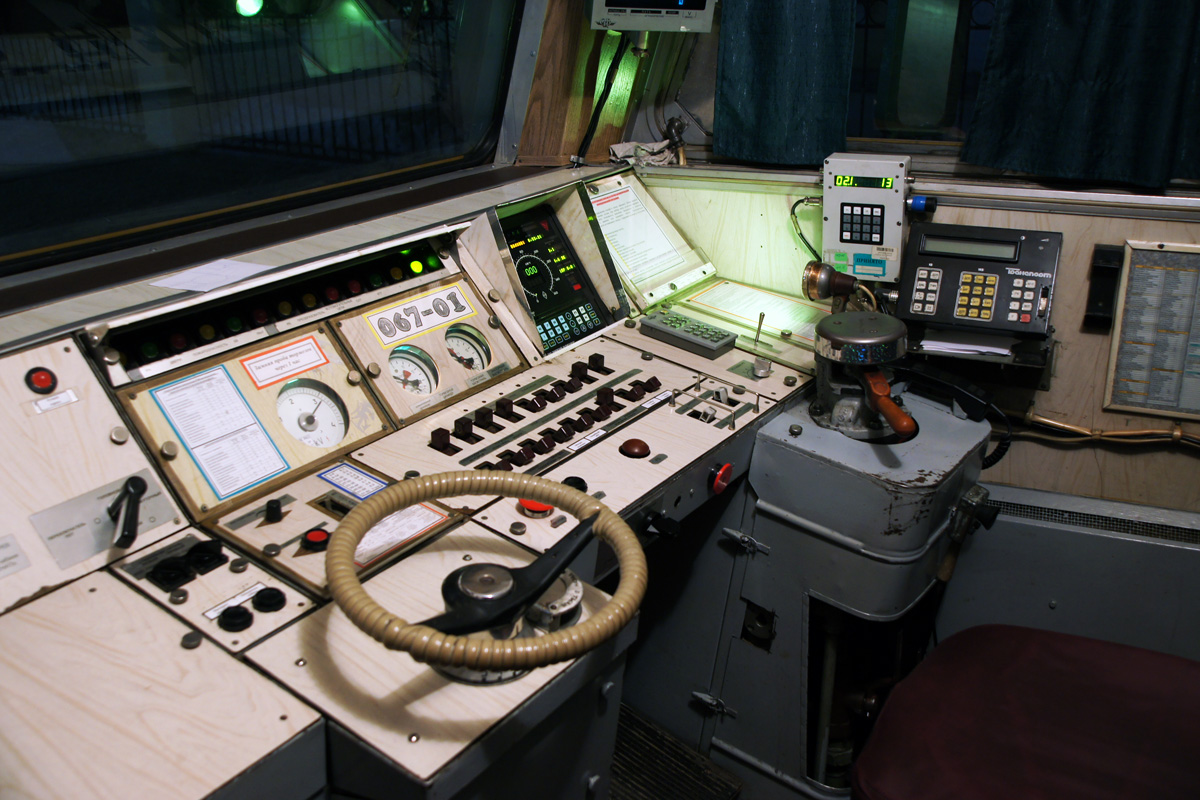
Кабина ЭТ2М-067 раннего выпуска
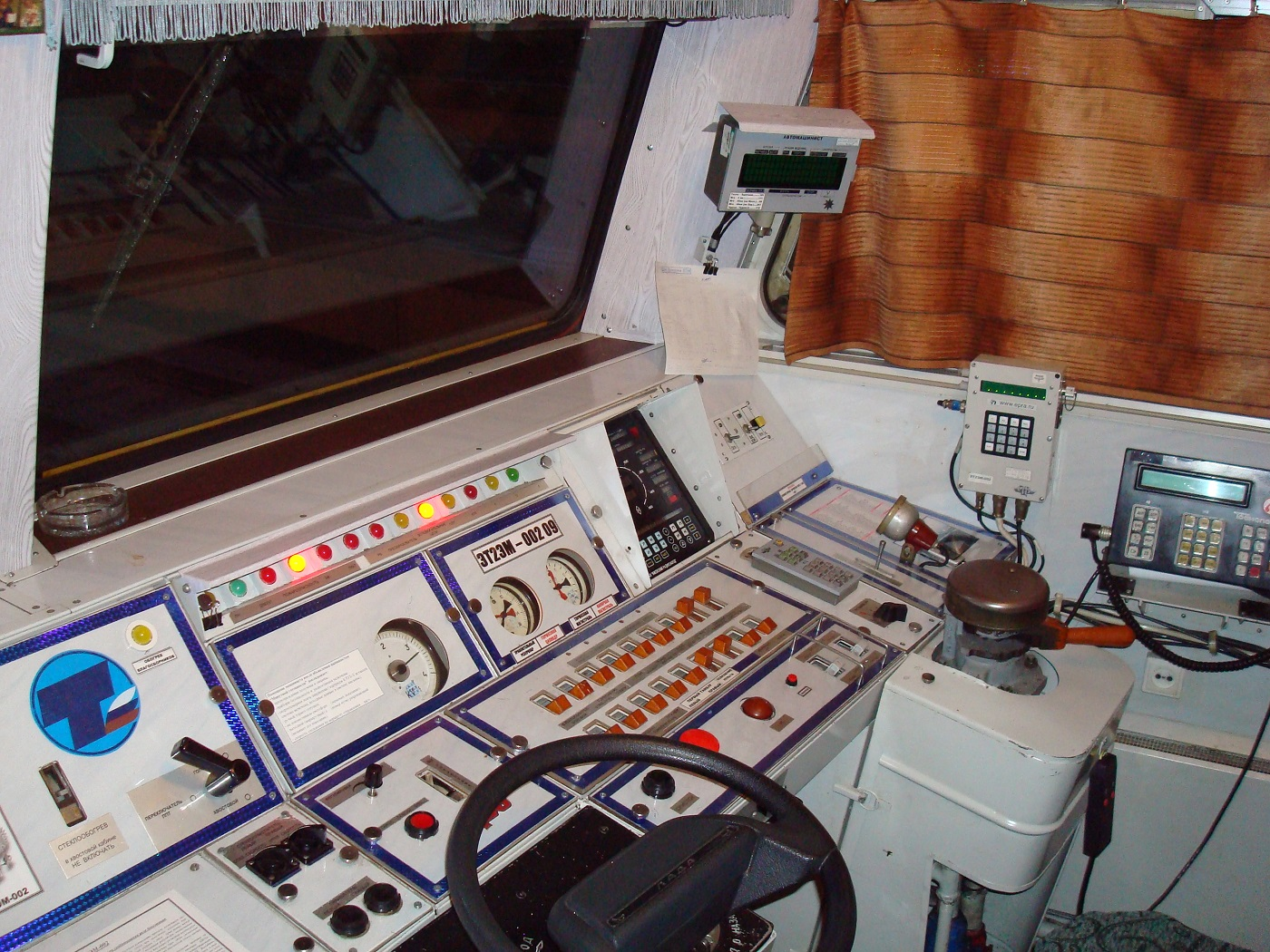
Кабина ЭТ2ЭМ-002
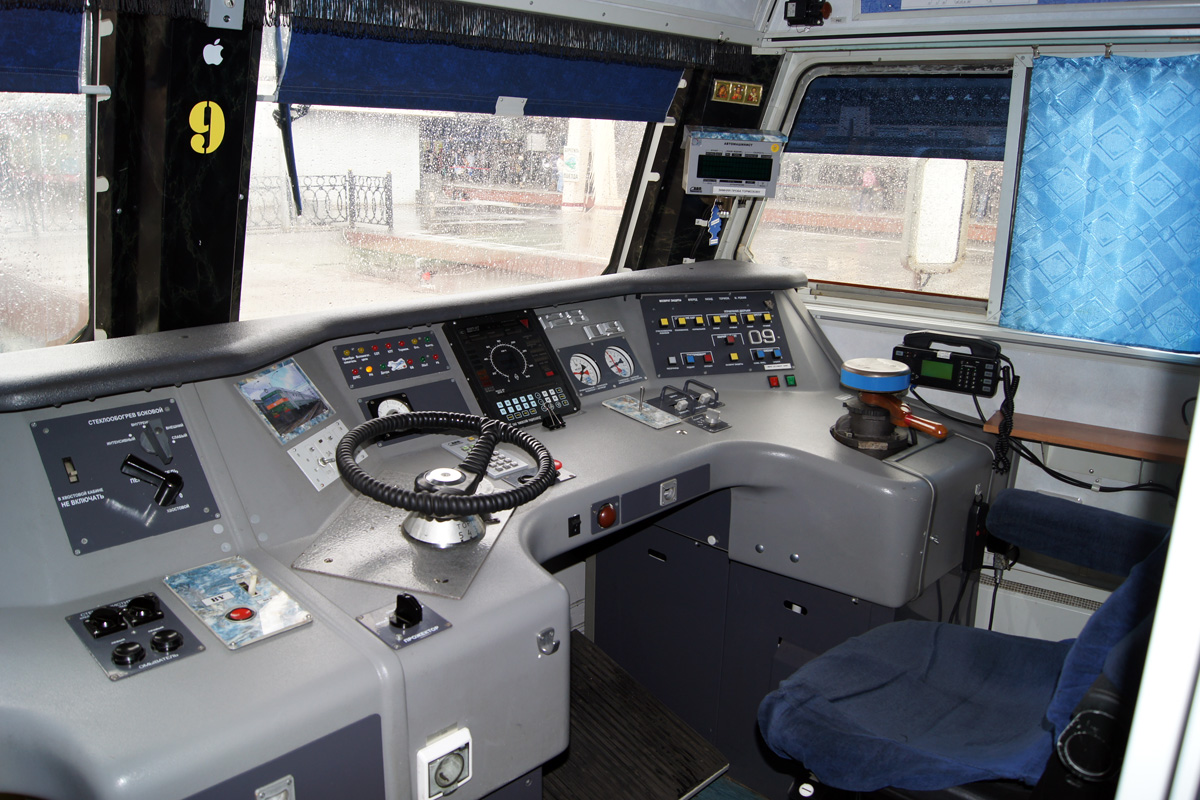
Кабина ЭТ2М-128 позднего выпуска

## Эксплуатация
По состоянию на середину 2017 года электропоезда ЭТ2 разных исполнений (кроме ЭТ2А) используются в России на Октябрьской, Свердловской, Южно-Уральской, Западно-Сибирской, Куйбышевской и Калининградской железных дорогах, а также на Украине (на Южной железной дороге).

### ЭТ2
Основная часть электропоездов базового исполнения эксплуатируется в России на Октябрьской и Свердловской железных дорогах; по одному составу имеют Южно-Уральская, Западно-Сибирская и Калининградская железные дороги. Единственный состав (ЭТ2-007) эксплуатируется на Украине (Южная железная дорога, депо Харьков).
Два электропоезда после переоборудования в 1999—2000 годах в составы повышенной комфортности эксплуатировались некоторое время в ТЧ-6 «Крюково» в качестве экспрессов:
- ЭТ2-002 на маршруте Москва — Конаково ГРЭС — Москва;
- ЭТ2-013 на маршрутах Москва — Торжок — Москва («Торжок-экспресс») и Москва — Крюково — Москва.

### ЭТ2Р
Вагоны поставлялись, главным образом, для отечественных потребителей. Два вагона (ЭТ2Р-907 и ЭТ2Р-908) поставлены для Украинских железных дорог (Укрзализныця) и эксплуатировались на Львовской железной дороге в депо РПЧ-1 «Львов». Один электропоезд эксплуатируется в депо Новомосковск (ТЧЭ-36). Ещё два вагона (ЭТ2Р-911 и ЭТ2Р-912) поставлены для железных дорог Эстонии (EVR) и эксплуатировались оператором Элрон (эст. Elron) в депо Пяэскюла; в 2013 году оба вагона переданы в Ригу.

### ЭТ2Л

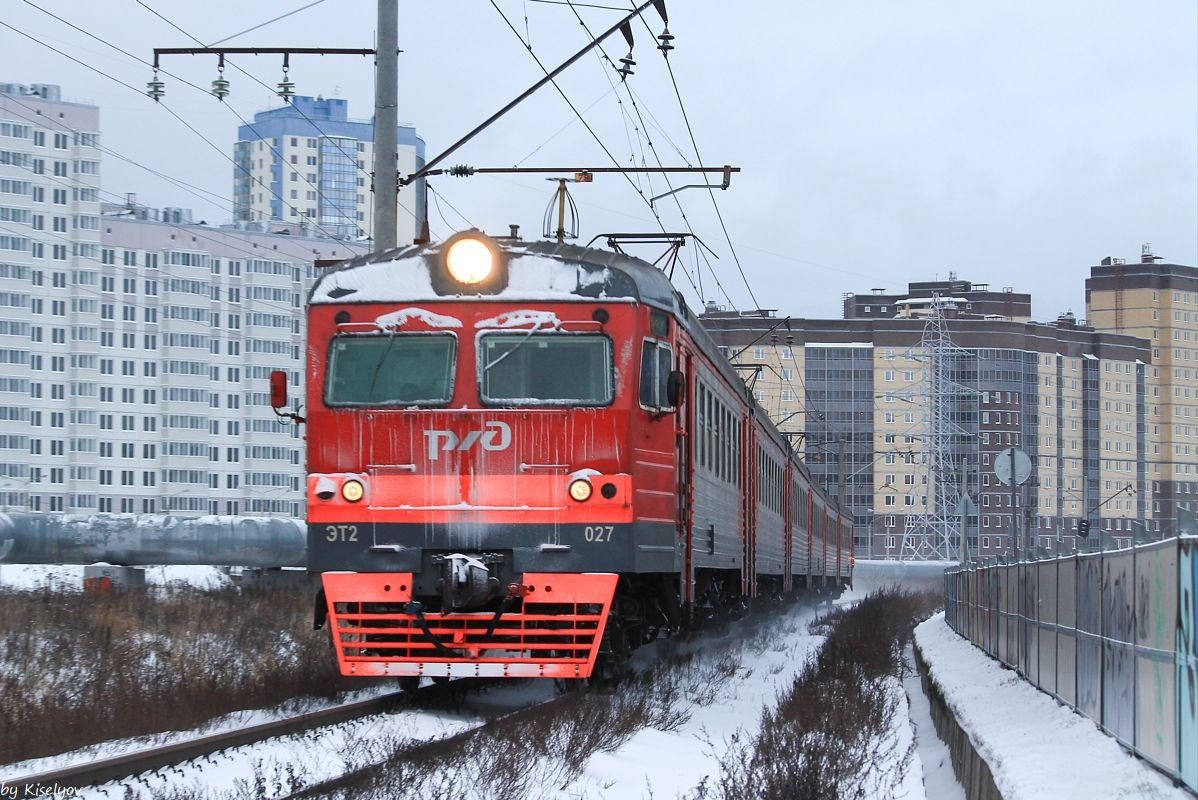
ЭТ2Л-027 в корпоративной окраске ОАО «РЖД» в Санкт-Петербурге

Единственный ЭТ2Л-027 эксплуатировался на Октябрьской железной дороге на маршруте Санкт-Петербург — Великий Новгород в качестве экспресса. Затем его сняли с этого маршрута, где его в эксплуатации заменили другие электропоезда.
В настоящее время он приписан к моторвагонному депо ТЧ-20 Санкт-Петербург Финляндский. При перекраске в корпоративные цвета ОАО «РЖД» букву Л в обозначении ставить уже не стали. В интерьере двух вагонов вместо комфортабельных сидений стоят пластиковые сиденья оранжевого цвета, как у ЭТ2М, а также установлены багажные стеллажи синего цвета.

### ЭТ2А
Опытный состав ЭТ2А к эксплуатации с пассажирами допущен не был.

### ЭТ2М
Подавляющее большинство поездов этого варианта (около 80 %) эксплуатируются в различных депо Октябрьской железной дороги (главным образом Крюково и Санкт-Петербург-Балтийский). Около 10 % эксплуатирует Свердловская железная дорога (депо Нижний Тагил). Четыре состава работают на Куйбышевской (номера 069, 087, 105, 106), три на Западно-Сибирской (081, 093, 124) и два на Калининградской (073, 084) железных дорогах.

### ЭТ2МРЛ
Эксплуатируется на Южно-Уральской железной дороге (приписка депо Курган). За время эксплуатации несколько раз менялась маркировка обозначения: сначала убрали буквы РЛ, затем и букву М, которую впоследствии вернули.

### ЭТ2МЛ
В эксплуатации три состава на Южно-Уральской и три на Октябрьской железной дорогах. За время эксплуатации на поездах с номерами 063, 065, 075 и 078 убрали из маркировки букву Л, а на ЭТ2МЛ-066 обе буквы (МЛ); позже на поезде 078 букву Л вернули на место. Также полное обозначение сохранилось на ЭТ2МЛ-077.

### ЭТ2ЭМ
Эксплуатируются на Октябрьской железной дороге. С 2013 по 2022 год электропоезда серии ЭТ2ЭМ носили именные названия: ЭТ2ЭМ-001 — «Ладога», ЭТ2ЭМ-002 — «Вуокса», а ЭТ2ЭМ-003 — «Карелия». При проведении капитальных ремонтов электрооборудование заменялось на стандартное для ЭТ2М ( составы ЭТ2ЭМ-001 и ЭТ2ЭМ-003 ездят с промежуточными вагонами от ЭТ2М).

### Комментарии
1. ↑  При выпуске десятивагонного электропоезда ЭТ2-017 ТорВЗ построил только пять вагонов Мп; остальные вагоны (Пг и Пп) были взяты из имевшегося состава ЭР2Т-7242.